# Dutch Open 2000
Die Dutch Open 2000 im Badminton fanden vom 19. bis 22. Oktober 2000 im Sportcentrum de Maaspoort in Den Bosch statt. Das Preisgeld betrug 75.000 US-Dollar.

## Sieger und Platzierte
| Disziplin    | Gold                          | Silber                            | Bronze                              |
| ------------ | ----------------------------- | --------------------------------- | ----------------------------------- |
| Herreneinzel | Chen Hong                     | Roslin Hashim                     | Muhammad Hafiz Hashim               |
| Herreneinzel | Chen Hong                     | Roslin Hashim                     | Budi Santoso                        |
| Dameneinzel  | Zhou Mi                       | Gong Ruina                        | Zhang Ning                          |
| Dameneinzel  | Zhou Mi                       | Gong Ruina                        | Tang Chunyu                         |
| Herrendoppel | Sigit Budiarto Halim Haryanto | Jim Laugesen Michael Søgaard      | Jens Eriksen Jesper Larsen          |
| Herrendoppel | Sigit Budiarto Halim Haryanto | Jim Laugesen Michael Søgaard      | Martin Lundgaard Hansen Lars Paaske |
| Damendoppel  | Helene Kirkegaard Rikke Olsen | Chen Lin Jiang Xuelian            | Ann-Lou Jørgensen Mette Schjoldager |
| Damendoppel  | Helene Kirkegaard Rikke Olsen | Chen Lin Jiang Xuelian            | Kaori Mori Megumi Oniike            |
| Mixed        | Chen Lin Chen Qiqiu           | Simon Archer Erica van den Heuvel | Vita Marissa Nova Widianto          |
| Mixed        | Chen Lin Chen Qiqiu           | Simon Archer Erica van den Heuvel | Jens Eriksen Mette Schjoldager      |

## Finalresultate
| Disziplin    | Sieger                        | Finalist                          | Ergebnis           |
| ------------ | ----------------------------- | --------------------------------- | ------------------ |
| Herreneinzel | Chen Hong                     | Roslin Hashim                     | 15-11, 15-17, 15-7 |
| Dameneinzel  | Zhou Mi                       | Gong Ruina                        | 11-7, 9-11, 11-8   |
| Herrendoppel | Halim Haryanto Sigit Budiarto | Jim Laugesen Michael Søgaard      | 15-11, 15-4        |
| Damendoppel  | Helene Kirkegaard Rikke Olsen | Chen Lin Jiang Xuelian            | 15-6, 15-7         |
| Mixed        | Chen Qiqiu Chen Lin           | Simon Archer Erica van den Heuvel | 8-15, 5-12, 15-10  |